# Germaine Helga Shafran
Germaine Helga Shafran (geboren 14. Januar 1923 in Berlin; gestorben 23. Juni 2016 in Wiesbaden) war eine Zeitzeugin der deutschen Judenverfolgung in der Zeit des Nationalsozialismus.

## Leben
Inge Helga Kaufmann wuchs in Berlin als Tochter des Filmregisseurs Fritz Kaufmann und der Ada Rosenberg in gutbürgerlichen Verhältnissen auf. Nach der Machtübergabe an die Nationalsozialisten flohen ihre Eltern mit ihr Ende März 1933, jeder mit einem Handkoffer, nach Frankreich, wo sie in Paris zunächst noch ohne Sprachkenntnisse die Schule besuchte. 1939 starb die Mutter. 1940 wurde Fritz Kaufmann mit seiner Tochter Germaine als Enemy Alien im Internierungslager Camp de Gurs inhaftiert. Es gelang ihnen die Flucht aus dem Lager und 1941 konnten sie aus Vichy-Frankreich in die USA emigrieren.
Shafran kehrte 1970 mit ihren Kindern nach Deutschland zurück. In Wiesbaden gehörte sie 1988 zu den Initiatoren des Aktiven Museums für Deutsch-Jüdische Geschichte Spiegelgasse und war fünfzehn Jahre Mitglied im Vorstand des Fördervereins. Die Stadt Wiesbaden verlieh ihr 2007 die Bürgermedaille.
Shafran verfasste eine Autobiografie, die 2010 erschien. Im Museum und in Schulen stand sie als Zeitzeugin zur Verfügung. Im Februar 2015 war sie letztmals als Zeitzeugin in der Schulze-Delitzsch-Schule tätig.

## Autobiografie
- Germaine H. Shafran: Never say die! Gib niemals auf! Herausgegeben vom Aktiven Museum Spiegelgasse für Deutsch-Jüdische Geschichte in Wiesbaden e.V. Vorwort von Karlheinz Schneider. Nachwort von Vera Bendt. Edition 6065, Wiesbaden 2010, ISBN 978-3-941072-04-6.